# Jerzy Pajączkowski-Dydyński
Jerzy Kazimierz Pajączkowski-Dydyński (19 de julho de 1894 – 6 de dezembro de 2005) foi um veterano polonês-britânico da Primeira Guerra Mundial e o homem mais velho do Reino Unido no momento da sua morte aos 111 anos e 140 dias e um dos últimos veteranos da Primeira Guerra Mundial que viviam no Reino Unido.

## Biografia
Pajączkowski-Dydyński nasceu em Leópolis (hoje na Ucrânia), a capital do que se tornou a província austríaca da Galícia. Ele começou a estudar direito na Universidade de Leópolis em 1912, transferindo para a Universidade de Viena dois anos depois.

## Primeira Guerra Mundial
Após o início da Primeira Guerra Mundial em 1914, os galicheiros estavam sujeitos a recrutamento, e Pajączkowski-Dydyński foi convocado. Sua formação ocorreu principalmente na Hungria e na Bósnia. Em 1916, foi enviado como sargento para a frente italiana em Montenegro e Albânia. Embora aliado por tratado com a Alemanha e a Áustria-Hungria, a Itália juntou a guerra ao lado dos Poderes Aliados em maio de 1915, na esperança de anexar partes do território austríaco. Em novembro de 1918, ele foi preso no norte da Itália durante as últimas horas da guerra. Quando ele foi libertado no Natal seguinte, ele foi enviado para a França. Como muitos galicanos feitos prisioneiros depois de serem recrutados no exército alemão, Pajączkowski-Dydyński se ofereceu para se juntar ao Corpo do Exército Polaco na França. Esta unidade, que continha voluntários poloneses e americanos, teve ação em 1918 na campanha aliada na Alsácia-Lorena, promovendo um senso agudo da identidade polonesa entre as tropas.

## O Exército da República da Polônia
Quando chegou a paz, Pajączkowski-Dydyński eleito para servir no exército da recém-proclamada República da Polônia garantida pelos signatários do Tratado de Versalhes. Ele se tornou um tenente e funcionário do general Józef Haller em uma divisão de infantaria e participou da guerra polonesa de 1920-21 contra a Rússia Soviética. Isso foi travado entre o Exército Vermelho e a Polônia sobre a fronteira oriental da Polônia. Após o Armistício de Compiègne em novembro, ele foi transferido para o 2º Exército polonês, e dois anos depois ele se tornou um capitão. Depois de se casar com Maria Lewandowska em 1924, Pajączkowski-Dydyński estava em Przemyśl. Em 1925, ele se tornou um major, e em 1930, mudou-se para Varsóvia com sua esposa e seu filho.

## Segunda Guerra Mundial
No início da Segunda Guerra Mundial, Pajączkowski-Dydyński era tenente-coronel. Ele estava na sede do Exército Polonês em Varsóvia quando, em 1 de setembro de 1939, 1,8 milhão de tropas alemãs invadiram a Polônia. Sua esposa e filho fugiram para a Romênia por meio de um trem de evacuação. Quando a rendição parecia inevitável, ele escapou para Bucareste para colecionar sua família. Juntamente com 30 mil outros poloneses, ele conseguiu chegar a França até a Itália ainda neutra.
Quando a França caiu para os alemães, Pajączkowski-Dydyński partiu para a Grã-Bretanha, chegando a Plymouth em 28 de junho de 1940. Ele ficou em campos militares na Escócia em Lanarkshire e Peebles, antes de ser enviado a Perth, onde assumiu o comando de uma guarnição polonesa. Em 1943, mudou-se para Edimburgo, traduzindo e adaptando regulamentos e manuais militares britânicos para o uso de unidades polonesas.

## Vida posterior
Quando a guerra terminou em maio de 1945, Pajączkowski-Dydyński fez sua casa em Edimburgo como Lwów havia sido anexada pela União Soviética. Após a morte de sua esposa Maria naquele ano, casou-se com Dorothy Caterall; o casal tinha uma filha.
Pajączkowski-Dydyński trabalhou como jardineiro. Ele era fluente em polonês, francês, alemão e inglês. Ele tinha paixão pela música e era um jogador de violão habilidoso. Em 1964, foi promovido a um coronel completo. Ele não retornou à Polônia até 1989, quando ele tinha 95 anos. Ele morreu em Grange-over-Sands, Cúmbria em 6 de dezembro de 2005, aos 111 anos e 140 dias.
Izabella Zielińska (1894-2005), uma pianista e pedagoga polonesa, era sua parente próxima: suas mães eram primas.

## Decorações e medalhas
- Cruz de Oficial da Ordem da Polônia Restituta (2001, anteriormente premiada com a Cruz de Cavaleiro)
- Cruz de Valor (1920)
- Cruz de Mérito de Prata (1925)
- Uma decoração de distinção romena (1931)

Estes são além de três decorações austríacas que recebeu na Primeira Guerra Mundial para o serviço ativo.